# Dark Blue
Dark Blue és una pel·lícula policíaca dels Estats Units del 2003 dirigida per Ron Shelton i protagonitzada per Kurt Russell. Està basada en una història de l'escriptor James Ellroy.

## Argument[calcitació]
La ciutat de Los Angeles està pendent el 1992 d'un veredicte del judici contra els policies que van apallissar en Rodney King. Mentrestant, l'Eldon Perry, interpretat per Kurt Russell, és un veterà policia de mètodes bruts que ha d'investigar un quàdruple assassinat sota les ordres dels seus superiors Van Meter. Durant la seva investigació l'acompanya en Bobby Keough (Scott Speedman), un jove policia que comença a qüestionar els mètodes de l'Eldon i d'altres molts membres del departament.
Sota les ordres de Van Meter, ell llavors encobreix els assassins, que són informants de Van Meter i incrimina uns altres dos assassinant-los. Tanmateix, també en Perry comença a qüestionar el que està fent, quelcom que ha estat fent sota les ordres de Van Meter i comença a investigar a fons el cas.

## Repartiment
- Kurt Russell: Eldon Perry
- Ving Rhames: Arthur Holland
- Brendan Gleeson: Jack Van Meter
- Scott Speedman: Bobby Keough
- Michael Michele: Beth Williamson
- Lolita Davidovich: Sally Perry
- Khandi Alexander: Janelle Holland
- Kurupt: Darryl Orchard
- Dash Mihok: Gary Sidwell
- Jonathan Banks: James Barcomb
- Graham Beckel: Peltz
- Marin Hinkle: Deena Schultz